# Waterford F.C.
Waterford F.C. ili kraće Waterford (irs. Cumann Peile Phort Láirge) je irski profesionalni nogometni klub koji trenutačno nastupa u Irskoj Premier ligi. U klupskoj povijesti valja izdvojiti osvajanje lige šest puta, osvajanje FAI kupa dva puta, kao i dvostruko osvajanje Liga kupa. Domaće utakmice igraju u Športskom regionalnom centru Waterford, smještenom u istoimenom gradu. Boje kluba su plava i bijela.

## Vanjske poveznice
- Službene stranice